# Milon de Montréal
Milon de Montréal ou Miles de Montréal (né vers 1065 - † vers 1107) est seigneur de Montréal et de Chacenay à la fin du XIe siècle et au début du XIIe siècle. Il est le fils d'Anséric Ier de Montréal, seigneur de Montréal, et de son épouse la dame de Chacenay.

## Biographie
Vers 1084, à la mort de son père Anséric Ier de Montréal, il hérite des seigneuries de Montréal et de Chacenay.
Avant 1104, il fait un don à l'abbaye de Molesme.
Il meurt vers 1107 et est remplacé par son fils aîné Hugues de Montréal à la tête de la seigneurie de Montréal et son fils puîné Anséric II de Chacenay à la tête de la seigneurie de Chacenay.

## Mariage et enfants
Vers 1085, il épouse Adélaïde, dont le nom de famille est inconnu, dont il a au moins deux enfants :
- Hugues de Montréal qui succède à son père pour la seigneurie de Montréal ;
- Anséric II de Chacenay qui succède à sa mère pour la seigneurie de Chacenay.

## Sources
- Ernest Petit, Histoire des ducs de Bourgogne de la race capétienne, 1889.
- Ernest Petit, Seigneurie de Montréal-en-Auxois, 1865.